# 숲개밀
숲개밀(Brachypodium sylvaticum, 영명: slender false brome) 또는 산개밀은 유럽, 아시아, 아프리카에 자생하는 여러해살이 초본이다. 이것은 북아프리카부터 유라시아까지 넓은 자생지를 갖고 있다. 다발풀들은 숲이나 삼림지대에서 흔히 발견되며, 그늘진 수관을 좋아하지만 열린 지역에서 자란다. 이것은 배수가 잘되는 중성 토양을 선호하고, 젖은 곳을 기피한다.

## 특징

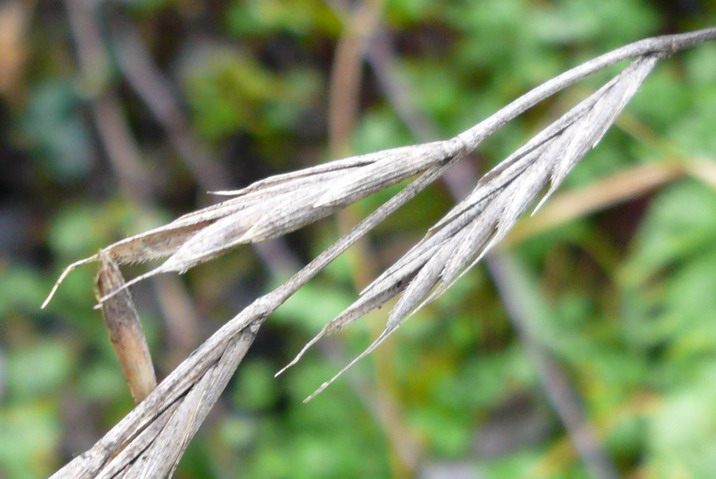
마른 이삭

숲개밀은  높이가 약 0.9 미터 (3.0 ft)까지 자라는 큰 여러해살이 다발풀이다.  잎은 편평하지만 안쪽으로 꼬이고 넓은 선형이며 길이 10-20cm, 폭 5-10mm이고 양끝이 좁으며 양면에 털이 약간 있고 약간 밑으로 처진다. 잎집에는 대개 털이 많다. 잎혀는 2mm가량이다.
꽃은 6-7월에 피며 꽃차례는 길이 7-13cm로서 10개 정도의 소수(小穗)가 달린다. 소수는 곧게 서고 연한 녹색이며 길이 5-30mm로서 4-10송이의 꽃이 달린다. 소수경(小穗梗)은 길이 1mm정도이고 포영은 길이가 같지 않으며 피침형 예두이고 첫째 포영은 3-4맥이 있음 길이 5-7mm이고 둘째 포영은 7-8맥이 있으며 길이 8-11mm이다. 호영은 피침형으로서 길이 10-12mm이고 끝이 길이 5-10mm의 까락으로 된다. 씨방 위에는 털이 많다. 줄기는 모여나기를 하며 밑부분이 마디에서 굽고 마디에 털이 있으며 잎과 더불어 한쪽으로 처진다.

## 야생 가치
종자는 야생이나 인간에 의해 퍼질 수 있다. 이것을 몇몇 인시류의 애벌레들은 먹이로 이용한다. 예로 북방알락팔랑나비 (Carterocephalus palaemon)와 두만강꼬마팔랑나비 (Thymelicus lineola) 등이 있다. 가축의 사료로 이용되기도 한다.